# 요제 플레치니크
요제 플레치니크(슬로베니아어: Jože Plečnik, 1872년 1월 23일 ~ 1957년 1월 7일)는 슬로베니아의 건축가였다. 류블랴나, 프라하, 빈의 현대 건축에 큰 영향을 끼쳤다. 특히 트로모스토브예교, 국립 대학 도서관, 류블랴나 중앙시장 등을 설계했다.